# Soilwork/Diskografie
Diese Diskografie ist eine Übersicht über die musikalischen Werke der schwedischen Melodic-Death-Metal-Band Soilwork.

## Alben

### Studioalben
| Jahr | Titel Musiklabel                          | Höchstplatzierung, Gesamtwochen, AuszeichnungChartplatzierungen (Jahr, Titel, Musiklabel, Platzierungen, Wochen, Auszeichnungen, Anmerkungen) | Höchstplatzierung, Gesamtwochen, AuszeichnungChartplatzierungen (Jahr, Titel, Musiklabel, Platzierungen, Wochen, Auszeichnungen, Anmerkungen) | Höchstplatzierung, Gesamtwochen, AuszeichnungChartplatzierungen (Jahr, Titel, Musiklabel, Platzierungen, Wochen, Auszeichnungen, Anmerkungen) | Höchstplatzierung, Gesamtwochen, AuszeichnungChartplatzierungen (Jahr, Titel, Musiklabel, Platzierungen, Wochen, Auszeichnungen, Anmerkungen) | Höchstplatzierung, Gesamtwochen, AuszeichnungChartplatzierungen (Jahr, Titel, Musiklabel, Platzierungen, Wochen, Auszeichnungen, Anmerkungen) | Höchstplatzierung, Gesamtwochen, AuszeichnungChartplatzierungen (Jahr, Titel, Musiklabel, Platzierungen, Wochen, Auszeichnungen, Anmerkungen) | Anmerkungen                            |
| Jahr | Titel Musiklabel                          | DE | AT | CH | US | SE | FI | Anmerkungen                            |
| ---- | ----------------------------------------- | --- | --- | --- | --- | --- | --- | -------------------------------------- |
| 1998 | Steelbath Suicide Listenable Records      | — | — | — | — | — | — | Erstveröffentlichung: 20. Mai 1998     |
| 2000 | The Chainheart Machine Listenable Records | — | — | — | — | — | — | Erstveröffentlichung: 8. Februar 2000  |
| 2001 | A Predator’s Portrait Nuclear Blast       | — | — | — | — | — | — | Erstveröffentlichung: 20. Februar 2001 |
| 2002 | Natural Born Chaos Nuclear Blast          | — | — | — | — | — | — | Erstveröffentlichung: 25. März 2002    |
| 2003 | Figure Number Five Nuclear Blast          | DE52 (1 Wo.)DE | — | — | — | SE59 (1 Wo.)SE | FI23 (2 Wo.)FI | Erstveröffentlichung: 22. April 2003   |
| 2005 | Stabbing the Drama Nuclear Blast          | DE52 (1 Wo.)DE | AT63 (1 Wo.)AT | — | — | SE14 (4 Wo.)SE | FI19 (2 Wo.)FI | Erstveröffentlichung: 28. Februar 2005 |
| 2007 | Sworn to a Great Divide Nuclear Blast     | DE37 (1 Wo.)DE | AT57 (1 Wo.)AT | CH74 (1 Wo.)CH | US148 (1 Wo.)US | SE25 (2 Wo.)SE | FI19 (2 Wo.)FI | Erstveröffentlichung: 19. Oktober 2007 |
| 2010 | The Panic Broadcast Nuclear Blast         | DE24 (2 Wo.)DE | AT47 (1 Wo.)AT | CH60 (1 Wo.)CH | US88 (1 Wo.)US | SE29 (3 Wo.)SE | FI14 (2 Wo.)FI | Erstveröffentlichung: 2. Juli 2010     |
| 2013 | The Living Infinite Nuclear Blast         | DE17 (2 Wo.)DE | AT22 (1 Wo.)AT | CH36 (1 Wo.)CH | US60 (1 Wo.)US | SE19 (4 Wo.)SE | FI10 (2 Wo.)FI | Erstveröffentlichung: 1. März 2013     |
| 2015 | The Ride Majestic Nuclear Blast           | DE30 (1 Wo.)DE | AT37 (1 Wo.)AT | CH49 (1 Wo.)CH | US103 (1 Wo.)US | SE22 (1 Wo.)SE | FI12 (3 Wo.)FI | Erstveröffentlichung: 28. August 2015  |
| 2019 | Verkligheten Nuclear Blast                | DE10 (3 Wo.)DE | AT19 (1 Wo.)AT | CH25 (2 Wo.)CH | — | — | — | Erstveröffentlichung: 11. Januar 2019  |
| 2022 | Övergivenheten Nuclear Blast              | DE15 (2 Wo.)DE | AT35 (1 Wo.)AT | CH20 (1 Wo.)CH | — | SE29 (1 Wo.)SE | FI15 (1 Wo.)FI | Erstveröffentlichung: 19. August 2022  |

### Livealben
- 2015: Live in the Heart of Helsinki (Nuclear Blast)

### Kompilationen
| Jahr | Titel Musiklabel                                             | Höchstplatzierung, Gesamtwochen, AuszeichnungChartplatzierungen (Jahr, Titel, Musiklabel, Platzierungen, Wochen, Auszeichnungen, Anmerkungen) | Höchstplatzierung, Gesamtwochen, AuszeichnungChartplatzierungen (Jahr, Titel, Musiklabel, Platzierungen, Wochen, Auszeichnungen, Anmerkungen) | Höchstplatzierung, Gesamtwochen, AuszeichnungChartplatzierungen (Jahr, Titel, Musiklabel, Platzierungen, Wochen, Auszeichnungen, Anmerkungen) | Höchstplatzierung, Gesamtwochen, AuszeichnungChartplatzierungen (Jahr, Titel, Musiklabel, Platzierungen, Wochen, Auszeichnungen, Anmerkungen) | Höchstplatzierung, Gesamtwochen, AuszeichnungChartplatzierungen (Jahr, Titel, Musiklabel, Platzierungen, Wochen, Auszeichnungen, Anmerkungen) | Höchstplatzierung, Gesamtwochen, AuszeichnungChartplatzierungen (Jahr, Titel, Musiklabel, Platzierungen, Wochen, Auszeichnungen, Anmerkungen) | Anmerkungen                           |
| Jahr | Titel Musiklabel                                             | DE | AT | CH | US | SE | FI | Anmerkungen                           |
| ---- | ------------------------------------------------------------ | --- | --- | --- | --- | --- | --- | ------------------------------------- |
| 2010 | The Sledgehammer Files: The Best of 1998–2008 Avalon Marquee | — | — | — | — | — | — | Erstveröffentlichung: 20. Juli 2010   |
| 2016 | Death Resonance Nuclear Blast                                | DE54 (1 Wo.)DE | AT74 (1 Wo.)AT | CH62 (1 Wo.)CH | — | — | — | Erstveröffentlichung: 19. August 2016 |

### EPs
- 2004: The Early Chapters (Listenable Records)
- 2014: Beyond the Infinite (Victor Entertainment)
- 2020: A Whisp of the Atlantic (Nuclear Blast)

## Singles
| Jahr | Titel Album        | Höchstplatzierung, Gesamtwochen, AuszeichnungChartplatzierungen (Jahr, Titel, Album, Platzierungen, Wochen, Auszeichnungen, Anmerkungen) | Höchstplatzierung, Gesamtwochen, AuszeichnungChartplatzierungen (Jahr, Titel, Album, Platzierungen, Wochen, Auszeichnungen, Anmerkungen) | Höchstplatzierung, Gesamtwochen, AuszeichnungChartplatzierungen (Jahr, Titel, Album, Platzierungen, Wochen, Auszeichnungen, Anmerkungen) | Höchstplatzierung, Gesamtwochen, AuszeichnungChartplatzierungen (Jahr, Titel, Album, Platzierungen, Wochen, Auszeichnungen, Anmerkungen) | Höchstplatzierung, Gesamtwochen, AuszeichnungChartplatzierungen (Jahr, Titel, Album, Platzierungen, Wochen, Auszeichnungen, Anmerkungen) | Höchstplatzierung, Gesamtwochen, AuszeichnungChartplatzierungen (Jahr, Titel, Album, Platzierungen, Wochen, Auszeichnungen, Anmerkungen) | Anmerkungen                |
| Jahr | Titel Album        | DE | AT | CH | US | SE | FI | Anmerkungen                |
| ---- | ------------------ | --- | --- | --- | --- | --- | --- | -------------------------- |
| 2005 | Stabbing the Drama | — | — | — | — | — | FI7 (3 Wo.)FI | Erstveröffentlichung: 2005 |

Weitere Singles
- 2001: Like the Average Stalker
- 2002: As We Speak
- 2003: Light the Torch
- 2003: Rejection Role
- 2004: Natural Born Chaos
- 2005: Stabbing the Drama
- 2005: Nerve
- 2007: Sworn to a Great Divide
- 2008: Exile
- 2010: Let This River Flow
- 2012: Spectrum of Eternity
- 2013: This Momentary Bliss
- 2013: Rise Above the Sentiment
- 2013: Long Live the Misanthrope
- 2015: The Ride Majestic
- 2015: Enemys in Fidelity
- 2015: Death in General

## Musikvideos
- 2002: As We Speak
- 2003: Rejection Role
- 2004: Light the Torch
- 2005: Nerve
- 2005: Stabbing the Drama
- 2007: Exile
- 2009: 20 More Miles
- 2010: Deliverance Is Mine
- 2010: Let This River Flow
- 2013: Rise Above the Sentiment
- 2013: Spectrum of Eternity
- 2013: Tongue
- 2015: Enemys in Fidelity
- 2015: Death in General
- 2018: Full Moon Shoals
- 2018: Stålfågel
- 2019: Witan
- 2019: Feverish
- 2020: Desperado
- 2020: Death Diviner
- 2020: The Nothingness and the Devil

## Statistik

### Chartauswertung
|                     | DE    | AT    | CH    | US    | SE    | FI    |
| ------------------- | ----- | ----- | ----- | ----- | ----- | ----- |
| Nummer-eins-Alben   | DE—DE | AT—AT | CH—CH | US—US | SE—SE | FI—FI |
| Top-10-Alben        | DE1DE | AT—AT | CH—CH | US—US | SE—SE | FI1FI |
| Alben in den Charts | DE9DE | AT8AT | CH7CH | US4US | SE7SE | FI7FI |

|                       | FI    |
| --------------------- | ----- |
| Nummer-eins-Singles   | FI—FI |
| Top-10-Singles        | FI1FI |
| Singles in den Charts | FI1FI |